# Nationaal emissieplafond
Een nationaal emissieplafond, National Emission Ceiling of NEC-plafond is een emissieplafond dat de landen binnen de EU onderling in 2001 hebben afgesproken om de uitstoot van verzurende en luchtverontreinigende stoffen te beperken. 

## Europese Unie

### Richtlijn 2001/81/EC (2001-2019)
De NEC-plafonds werden in 2001 voor het eerst vastgelegd in de Europese richtlijn 2001/81/EC. 
Een internationale aanpak van de uitstoot van vervuilende stoffen werd noodzakelijk geacht, omdat de luchtvervuiling niet stopt bij de landsgrenzen en de Europese landen elkaar wat dat betreft flink beïnvloeden.
De plafonds hadden betrekking op de uitstoot van stikstofoxiden (NOx), zwaveldioxide (SO2), ammoniak (NH3) en niet-methaanvluchtige organische stoffen (NMVOS), welke als oplosmiddelen zitten in bijvoorbeeld benzine of verf. Met deze stoffen wordt tevens beoogd een beperking van de eutrofiëring te bereiken, en een beperking van het ontstaan van ozon in fotochemische reacties.
De emissieplafonds uit de NEC-richtlijn uit 2001 golden vanaf het jaar 2010 en waren verplichtend. Als een lidstaat niet voldeed aan een richtlijn kon de EU sancties opleggen.
| Kiloton             | SO2  | NOx  | VOS  | NH3  |
| ------------------- | ---- | ---- | ---- | ---- |
| Oostenrijk          | 39   | 103  | 159  | 66   |
| België              | 99   | 176  | 139  | 74   |
| Denemarken          | 55   | 127  | 85   | 69   |
| Finland             | 110  | 170  | 130  | 31   |
| Frankrijk           | 375  | 810  | 1050 | 780  |
| Duitsland           | 520  | 1051 | 995  | 550  |
| Griekenland         | 523  | 344  | 261  | 73   |
| Ierland             | 42   | 65   | 55   | 116  |
| Italië              | 475  | 990  | 1159 | 419  |
| Luxemburg           | 4    | 11   | 9    | 7    |
| Nederland           | 50   | 260  | 185  | 128  |
| Portugal            | 160  | 250  | 180  | 90   |
| Spanje              | 746  | 847  | 662  | 353  |
| Verenigd Koninkrijk | 585  | 1167 | 1200 | 297  |
| Zweden              | 67   | 148  | 241  | 57   |
| EG 15 landen        | 3850 | 6519 | 6510 | 3110 |

Het was in 2001 technisch niet haalbaar te voldoen aan de langetermijndoelstellingen van het wegnemen van de schadelijke gevolgen van verzuring en het terugbrengen van de blootstelling van mens en milieu aan ozon op leefniveau tot de door de Wereldgezondheidsorganisatie vastgestelde richtwaarden. Daarom zijn er tussentijdse milieudoelstellingen betreffende verzuring en verontreiniging door ozon op leefniveau vastgesteld, waarop dan de nodige maatregelen ter vermindering van die verontreiniging zullen worden gebaseerd.
Uitgezonderd van de richtlijn waren:
- emissies van de internationale zeevaart;
- emissies van vliegtuigen, buiten de landings- en startcyclus;
- voor Spanje: emissies op de Canarische Eilanden;
- voor Frankrijk: emissies in de overzeese departementen;
- voor Portugal: emissies op Madeira en de Azoren.

### Herziening: richtlijn 2016/2284/EC (2017-)
Eind 2016 werd een herziening van de NEC richtlijn van kracht (richtlijn 2016/2284/EC). De emissieplafonds uit de eerdere richtlijn die golden voor 2010 blijven gelden tot 2019. Dat waren absolute waarden. Voor 2020 en 2030 werden relatieve plafonds geïntroduceerd op basis van het jaar 2005. Ook werd een nieuwe grenswaarde voor fijnstof, PM2.5 toegevoegd. De aanduiding NMVOS staat voor "Niet-methaan VOS"
|           | 2010 (in kiloton) | 2010 (in kiloton) | 2010 (in kiloton) | 2010 (in kiloton) | 2010 (in kiloton) | 2020 t/m 2029 (elk jaar, percentueel tov 2005) | 2020 t/m 2029 (elk jaar, percentueel tov 2005) | 2020 t/m 2029 (elk jaar, percentueel tov 2005) | 2020 t/m 2029 (elk jaar, percentueel tov 2005) | 2020 t/m 2029 (elk jaar, percentueel tov 2005) | 2030 en later (elk jaar, percentueel tov 2005) | 2030 en later (elk jaar, percentueel tov 2005) | 2030 en later (elk jaar, percentueel tov 2005) | 2030 en later (elk jaar, percentueel tov 2005) | 2030 en later (elk jaar, percentueel tov 2005) |
| --------- | ----------------- | ----------------- | ----------------- | ----------------- | ----------------- | ---------------------------------------------- | ---------------------------------------------- | ---------------------------------------------- | ---------------------------------------------- | ---------------------------------------------- | ---------------------------------------------- | ---------------------------------------------- | ---------------------------------------------- | ---------------------------------------------- | ---------------------------------------------- |
| Kiloton   | NOx               | NMVOS             | SO2               | NH3               |                   | NOx                                            | NMVOS                                          | SO2                                            | NH3                                            | PM2.5                                          | NOx                                            | NMVOS                                          | SO2                                            | NH3                                            | PM2.5                                          |
| België    | 176               | 139               | 99                | 74                |                   | -41%                                           | -21%                                           | -43%                                           | -2%                                            | -20%                                           | -59%                                           | -35%                                           | -66%                                           | -13%                                           | -39%                                           |
| Nederland | 260               | 185               | 50                | 128               |                   | -45%                                           | -8%                                            | -28%                                           | -13%                                           | -37%                                           | -61%                                           | -15%                                           | -53%                                           | -21%                                           | -45%                                           |

## Internationaal
Naast de NEC-plafonds hebben de landen in Europa samen met de Verenigde Staten en Canada ook emissieplafonds voor dezelfde stoffen afgesproken binnen het kader van het Verdrag grensoverschrijdende luchtverontreiniging over lange afstand (CLRTAP), meer bepaald het zogenaamde Gotenburg-protocol, dat in 1999 tot stand kwam in de Zweedse stad Göteborg. Hoewel de emissieplafonds uit dit protocol vrijwel identiek zijn aan de NEC-plafonds, is het Gothenburg-protocol niet onbelangrijk, omdat het emissieplafonds stelt voor veel meer landen dan alleen de EU-lidstaten.
Op 4 mei 2012 is het Gothenburg-protocol tijdens een bijeenkomst alle aangesloten landen gewijzigd. Daarbij zijn nieuwe emissie-afspraken aan het protocol toegevoegd, in de vorm van een vermindering van emissies die landen tussen 2005 en 2020 moeten bereiken. De Europese Unie moest deze wijzigingen en aanvullingen op het protocol daarop in de NEC-richtlijn verwerken.

## Nederland
In de rapportage die Nederland in 2002 bij de Europese Commissie moest inleveren werd gesteld dat Nederland meer moet doen om de emissies terug te dringen omdat deze anders in 2010 boven de plafonds zouden uitkomen, met name voor NOx en SO2. Met name bij de industrie, verkeer, landbouw, maar ook bij consumenten moesten de emissie van luchtvervuilende stoffen verder omlaag. Staatssecretaris Van Geel stuurde deze rapportage eind 2002 ook aan de Tweede Kamer.
Op basis hiervan publiceerde de regering in 2003 een actieplan getiteld 'Erop of eronder', waarin extra maatregelen werden beschreven die moesten leiden tot lagere emissies en het voldoen aan de emissieplafonds in 2010. Ook werden de emissieplafonds verdeeld over de diverse sectoren (o.a. bedrijven, verkeer, raffinaderijen en landbouw).
In 2006 moest Nederland opnieuw rapporteren over de voortgang van de emissiereducties. Ook nu stelde de regering dat er voor NOx en SO2 nog extra maatregelen nodig waren. Vanwege de verkiezing van een nieuwe Tweede Kamer en de vorming van een nieuw kabinet werd de vaststelling van dit maatregelenpakket echter uitgesteld.
In 2017 overschreed de emissie van NH3 en NMVOS de geldende plafonds. Met name de overschrijding van NMVOS was zeer groot (254 kt ten opzichte van het plafond van 185 kt).

## België
In België is het totale plafond onderverdeeld tussen de federale overheid en de gewesten Vlaanderen, Wallonië en Brussel, waarbij de gewesten verantwoordelijk zijn voor de stationaire bronnen en de federale overheid voor de mobiele bronnen (sector transport).
Ook België heeft in 2002 en 2006 een rapportage ingestuurd naar de Europese Commissie. Met name voor NOx bestaat er een kans dat België het vastgestelde plafond in 2010 overschrijdt. Dit wordt met name veroorzaakt doordat er meer dieselauto's verkocht zijn dan waar bij de vaststelling van de plafonds rekening mee is gehouden.
In de rapportering van 2017 overschreed België het NEC plafond voor NOx in 2010-2015 en het NEC plafond voor NMVOS in 2010.